# Parti unioniste (Canada)
Pour les articles homonymes, voir Parti unioniste.
Le Parti unioniste est un parti politique canadien formé en 1917 par les députés qui appuient le gouvernement d'unité nationale du premier ministre Robert Borden durant la Première Guerre mondiale.
Son existence prend fin lorsque les libéraux qui en font partie retournent au Parti libéral.

## Histoire

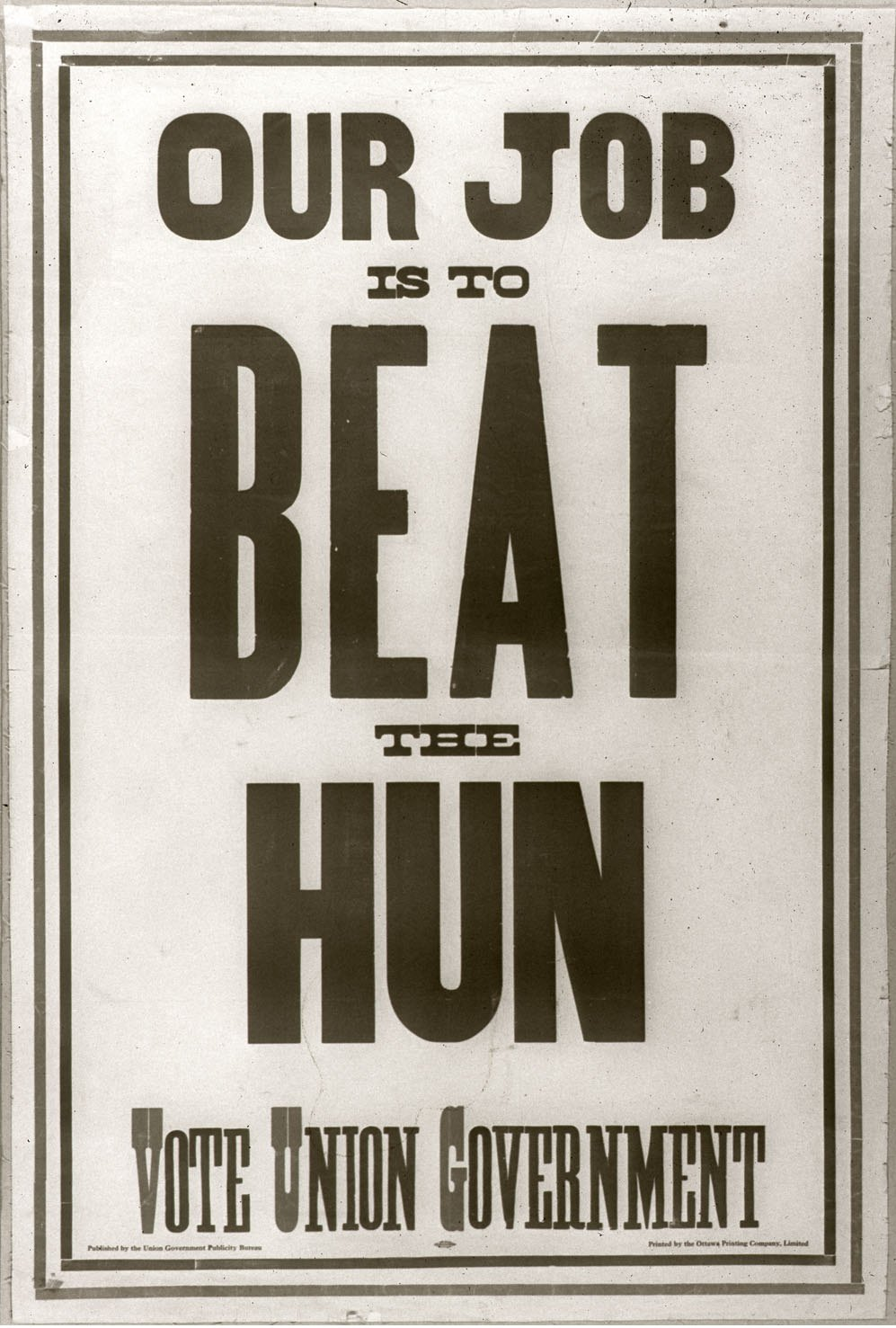
Notre travail est de battre les Boches : affiche du Parti unioniste lors de l'élection de 1917.

En mai 1917, le premier ministre conservateur Borden propose au chef libéral Wilfrid Laurier la formation d'un gouvernement d'unité nationale (ou gouvernement de coalition) afin de mettre en place la conscription et gouverner pour la durée de la Première Guerre mondiale. Laurier rejette cette proposition en raison de l'opposition des députés québécois et craignant également que le nationaliste Henri Bourassa tire profit de la situation, étant donné l'opposition quasi-universelle des Canadiens français à la conscription.
À défaut d'une coalition avec Laurier, Borden forme le 12 octobre 1917 un gouvernement d'union avec un conseil des ministres composé de 12 conservateurs, 9 libéraux et indépendants, et 1 « travailliste » (pour représenter la classe ouvrière, Borden nomme au cabinet le sénateur conservateur Gideon Decker Robertson, qui avait été nommé au Sénat en janvier et avait des liens avec l'aile conservatrice du mouvement ouvrier grâce à sa profession de télégraphiste. Toutefois, Robertson était un conservateur et n'était membre d'aucun parti socialiste ou travailliste).
Borden déclenche alors une élection pour décembre 1917 sur la question de la conscription. Ses soutiens se présentent alors sous la bannière du Parti unioniste et certains libéraux, favorables au gouvernement d'union, utilisent l'étiquette de libéral-unioniste. Face à eux, les libéraux qui refusent le soutien à Borden se présentent comme libéraux de Laurier. L'élection se solda par un balayage au profit de Borden.
Borden tenta de maintenir le Parti unioniste après la fin de la guerre. Lorsque Arthur Meighen lui succède en 1920, le parti devient Parti libéral et conservateur national dans l'espoir de rendre permanente la coalition : les unionistes n'avaient jamais officiellement formé un parti unique et ne disposaient pas de l'infrastructure d'un parti officiel. Meighen espérait changer cette situation.
Toutefois, au cours de l'élection fédérale canadienne de 1921, la plupart des libéraux-unionistes ne se joignent pas à ce parti et retournent sous la bannière libéral avec à leur tête le nouveau chef, William Lyon Mackenzie King. Une poignée seulement retiennent l'appellation libéral-unioniste ou se joignent au parti de Meighen. 
Suivant la défaite du gouvernement de Meighen, le Parti libéral et conservateur national change de nouveau son nom pour devenir le Parti libéral-conservateur du Canada, mais on continue toutefois à l'appeler simplement Parti conservateur.

## Seconde Guerre mondiale
Durant la Seconde Guerre mondiale, les conservateurs tentent de s'opposer au gouvernement libéral de William Lyon Mackenzie King lors de l'élection fédérale canadienne de 1940 en proposant un nouveau « gouvernement national » dans les mêmes lignes que le gouvernement unioniste de la guerre précédente. Ils se présentent aux élections sous la bannière du Parti du gouvernement national mais ne réussissent pas à répéter le succès du Parti unioniste ni à entamer la majorité parlementaire de King.